# Helmut Meier (Beamter)
Helmut Meier (* 24. September 1926 in Bonn; † 10. Januar 2015) war ein deutscher Beamter und von 1985 bis 1986 Direktor der Bundesanstalt Technisches Hilfswerk (THW).

## Leben
Meier verbrachte seine Jugendzeit in seiner Geburtsstadt Bonn. Er besuchte die Volksschule im Bonner Stadtteil Kessenich und anschließend das städtische Ernst-Moritz-Arndt-Gymnasium. Während des Krieges wurde er im Alter von 17 Jahren zunächst zum Reichsarbeitsdienst (1943/44) eingezogen und geriet nach kurzer Kriegsdienstzeit in Kriegsgefangenschaft, aus der er 1947 zurückkehrte. Nach seiner Rückkehr absolvierte Meier sein Abitur und studierte in Bonn und Innsbruck.
Am 1. März 1960 schloss sich Meier als ehrenamtlicher Helfer dem THW-Ortsverband Bonn an. Hauptamtlich wurde er zum 1. Januar 1961 zudem Sachbearbeiter beim Bundesamt für Zivilschutz (BZS) in Bonn-Bad Godesberg. Nach Versetzungen zum THW-Landesverband Hamburg am 1. März 1961 und THW-Landesverband Nordrhein-Westfalen am 15. Januar 1963 wurde er am 2. September 1964 zum Landesbeauftragten in Schleswig-Holstein ernannt. Zudem fungierte er für anderthalb Jahre als THW-Landesbeauftragter für Berlin (23. September 1970 bis 31. Januar 1971) und für rund ein halbes Jahr als THW-Landesbeauftragter für Nordrhein-Westfalen (9. Januar 1976 bis 20. Juli 1976).
Am 28. Oktober 1985 wurde Meier zum achten Direktor der Bundesanstalt Technisches Hilfswerk berufen. Diese Berufung erfolgte durch den Staatssekretär Hans Neusel während einer Tagung in der Katastrophenschutzschule des Bundes in Bad Neuenahr.
Die Versetzung nach Bonn bedeutete für Meier zwar eine Rückkehr an seinen Geburtsort, dennoch unterhielt er seinen Erstwohnsitz weiterhin in Kronshagen in Schleswig-Holstein und unterhielt in Bonn lediglich einen Zweitwohnsitz. Bereits im Folgejahr kehrte Meier nach Schleswig-Holstein zurück und setzte seine Arbeit als Landesbeauftragter fort. Er wurde offiziell am 27. September 1986 vom Bundesminister des Innern Friedrich Zimmermann während einer Feierstunde im historischen Prunksaal des Rathauses Landshut verabschiedet.
Am 1. November 1991 trat Meier in den Ruhestand ein. In den folgenden Jahren unterstützte er als Berater den Aufbau des THW im neugegründeten Land Mecklenburg-Vorpommern. Bei seiner Verabschiedung wurde Meier mit dem Bundesverdienstkreuz 1. Klasse ausgezeichnet. Für seine Verdienste erhielt er zudem bereits 1974 das Verdienstkreuz am Bande. Weitere Auszeichnungen waren 1977 das THW-Ehrenzeichen in Silber und 1984 das THW-Ehrenzeichen in Gold.